# Friedrich Wührer
Friedrich Wührer (Vienne, 29 juin 1900 – Mannheim, 27 décembre 1975) est un pianiste et pédagogue austro-allemand. Il était un proche collaborateur et défenseur du compositeur Franz Schmidt, dont il a édité la musique, et dans le cas des œuvres pour la main gauche seule, révisé celles-ci pour les deux mains. Il est aussi un champion de la Seconde école de Vienne et d'autres compositeurs du XXe siècle. Son legs discographique est cependant centré sur le répertoire romantique germanique, en particulier la musique de Franz Schubert.

## Biographie
Wührer commence l'étude du piano à l'âge de six ans, avec un professeur autrichien nommé Marius Szudelsky. Il entre ensuite à l'Académie de Vienne en 1915 et poursuit l'étude du piano avec Franz Schmidt, tout en prenant des cours de direction d'orchestre et de composition avec Ferdinand Löwe et de théorie avec Joseph Marx, et le droit et la musicologie à L'université. Sa carrière d'interprète débute au début des années 1920, puis il effectue des tournées en Europe et aux États-Unis dès 1923,.
Wührer est le fondateur de la branche viennoise de la Société internationale pour la musique contemporaine et son directeur (1923–28). Il se lie d'amitié avec des compositeurs Hans Pfitzner et Max Reger et commence une association avec Arnold Schönberg et son cercle. Il participe aux interprétations des quinze poèmes Das Buch der hängenden Gärten [Le livre des jardins suspendus], opus 15 de Schoenberg ; son Pierrot Lunaire dans le cadre d'une troupe itinérante présentant l'œuvre à Barcelone en Espagne (1924), et les pièces pour violoncelle et piano, opus 11 de Webern (1925). Wührer interprète aussi la musique de Béla Bartók, Igor Stravinsky, Sergei Prokofiev et Paul Hindemith. Avec le violoncelliste Joachim Stoutchevski, à Vienne, il fonde le Duo Wuhrer ; et avec le violoniste Karl Doktor (1885–1949) et le violoncelliste Hermann Busch, le Trio de Vienne, qui a existé jusqu'en 1933. Le 3 juillet 1930, il interprète la Suite pour piano d'un élève de Schoenberg, Paul Pisk pour la première radiodiffusion de ce compositeur par la BBC. Wührer fait sa première apparition au Festival de Salzbourg en 1938. En 1939, Paul Wittgenstein ayant fui l'Autriche, Wührer crée la commande du Quintette avec piano, violon, clarinette, alto et violoncelle en la majeur de Franz Schmidt, dans son propre arrangement de la partie de piano pour deux mains, plutôt que, comme l'original, écrit pour la main gauche seule. Par la suite, Wührer a joué les compositions pour la main gauche de Schmidt, dans ses propres arrangements à deux mains. Wührer et Wittgenstein se voyaient chaque fois avec animosité ; Wittgenstein accusant Wührer d'être un nazi enthousiaste ; et Wührer a dénigré la personnalité et le talent pianistique de Wittgenstein. Que ce soit pour ceci ou pour une autre raison, les programmes de récital n'ont pas fait l'objet de note de droits exclusifs à ce dernier pour les œuvres, comme Wührer l'avait promis à Wittgenstein. En raison de son ascendance juive, Wittgenstein n’eut aucun recours dans les pays sous gouvernement nazi.
Wührer continua son plaidoyer pour les œuvres modernes, au moins dans son âge mûr. Il a donné notamment la première des Sechs Studien pour piano, opus 51 de Pfitzner – dont il était le dédicataire  – peu de temps après leur composition en 1943  et dans les années 1950, il a joué le Concerto pour piano, opus 21 (1939) de Kurt Hessenberg. Néanmoins, malgré son travail de pionnier pour la musique de la seconde école de Vienne et d'autres compositeurs de son temps (Hindemith, Prokofiev...), le centre de gravité de Wührer en tant qu'interprète, dans sa réputation posthume et son héritage enregistré, reste sur la musique de la période romantique, et particulièrement les œuvres de la tradition allemande et autrichienne.
Plus tard dans sa vie, Wührer a été juré lors du second Concours Van Cliburn qui s'est tenu du 26 septembre au 9 octobre 1966, et dont le prix a été remporté par Radu Lupu. Wührer a aussi été membre du jury au Concours reine Elisabeth 1968. Le fils de Wührer, également prénommé Friedrich, était violoniste et chef d'orchestre et a réalisé des enregistrements classiques.

## Pédagogue
Hors de la salle de concert, Wührer était professeur à Vienne dès 1925, à la Hochschule für Musik und darstellende Kunst de Mannheim (1934–36 et de nouveau en 1952–58), en 1934, Kiel de 1936 à 1939,, au Mozarteum  de Salzbourg en 1948, et finalement à la Hochschule für Musik de Munich (1955–68),. Il a aussi régulièrement donné des classes de maître au Mozarteum. On lui a refusé la place de professeur en Allemagne de l'Est en 1952, en raison de son passé nazi en Autriche durant la Seconde Guerre mondiale.
Parmi les élèves de Wührer, on trouve Hans Kann (1927–2006), Georg Ebert (1928–2013), les compositeurs Sorrel Hays (°1941), Helmut Bieler (°1940), Franz Königshofer (1901–1970), Karl Robert Marz (1919–1977) et Richard Wilson (°1941) ; les pianistes Geoffrey Parsons (1929–1995), Frieda Valenzi (1910–2002), Maria Luisa Lopez-Vito (°1939) et Felicitas Karrer (°1924) – qui le décrit comme ayant une main gauche exceptionnellement bien équilibrée – et le claveciniste Hedwig Bilgram (°1933).

## Publications
Parmi ses activités éditoriales, Wuhrer a publié des chefs-d'œuvre de la musique pour piano (Masterpieces of Piano Music, Wilhelmshaven, 1965) ; compilé une collection d'œuvres de maîtres anciens ; et préparé une édition des Études de Chopin ; des polonaises de Wilhelm Friedemann Bach et de la musique pour piano de Franz Schmidt. Arguant de respecter les souhaits du compositeur, il a arrangé en répartissant sur les deux mains les œuvres que Schmidt avait écrites pour Paul Wittgenstein ; ce dernier a exprimé de fortes objections. Outre l'édition des Études, Wührer a écrit 18 Studies on Chopin Études in Contrary Motion (1958) comme travail pédagogique pour égaliser les deux mains.  Wührer a aussi composé et publié des cadences pour des concertos pour piano de Mozart : no 21, en ut majeur, K. 467 ; no 24 en ut mineur, K. 491 et no 26 en ré majeur, K. 537.

## Compositions
Friedrich Wührer laisse quelques compositions pour piano, un quatuor à cordes, des mélodies, ainsi que des cadences pour des concertos de Mozart.

## Discographie
En 1935, Wührer joue en solo dans le film de Carmine Gallone, Wenn die Musik nicht wär, connu aussi sous le nom de Liszt Rhapsody en Allemagne et comme If It Were Not for Music [S'il n'y avait pas de musique] dans les pays anglo-saxons.
Wührer a effectué nombre d'enregistrements commerciaux dès la période du disque 78 tours. Alors que sa discographie comprend des 78 tours, ces productions sont surpassées par la période du début du disque vinyle, réalisés la plupart du temps pour le label américain Vox Records. Parmi ces disques figurent le premier enregistrement complet des sonates pour piano de Schubert. Il a omis quelques fragments d'œuvres, mais enregistré la version achevée par Ernst Krenek de la sonate en ut majeur D. 840 (Reliquie), qu'on ne retrouve à l'époque que par Ray Lev sur un disque du label Concert Hall Society. De nos jours, quelques disque noirs de Wührer ont été republiés sur disque compact. Vox a préféré le cycle de Schubert enregistré quelques années plus tard en stéréo par Walter Klien, mais une petite maison, Bearac Reissues, semble avoir réédité la série à partir des disques vinyles.
La liste suivante contient l'essentiel des enregistrements de Wührer. Les séries « Vox Box » étaient toutes composées de coffrets de trois disques. Les rééditions en CD sont indiquées dans le groupe analogique au format d'origine. Les CD proviennent souvent d'enregistrements radiophoniques, la section CD ne liste que les enregistrements non parus dans les autres.

### 78 tours
- Beethoven, Colère pour un sou perdu, op. 129 (HMV E.G.6905, 10")
- Brahms, Liebeslieder Waltzes, op. 52 - Hermann von Nordberg, piano, ; Irmgard Seefried, Elisabeth Höngen ; Hugo Meyer-Welfing, et Hans Hotter (4 12" Columbia L.X. 8628-8631 – CD Preiser 90356)
- Reger, Gavotte en mi majeur, op. 82 no 5 (HMV E.G.6122)
- Reger, Humoreske en ut majeur, op. 20 no 4 (HMV E.G.6122)
- Scriabine, Études, op. 8 — no 12 en ré-dièse mineur (HMV E.G. 6224)
- Scriabine, Nocturnes, op. 5 — nos. 1 en fa-dièse mineur et 2 en la majeur (HMV E.G.6297)
- Scriabine, Valse en fa mineur, op. 1 (HMV E.G.6224)

### LP
- Beethoven, Bagatelles, op. 33 — nos 3 en fa majeur, 4 en la majeur (Melodiya 10 46829 006)
- Beethoven, Bagatelles, op. 119 — no 5 en ut mineur (Melodiya 10 46829 006)
- Beethoven, Sonates pour violoncelle, op. 5, op. 69, et op. 102 - Joseph Schuster, violoncelle (LP stéréo 12" Vox VoxBox SVBX 58, 3)
- Beethoven, Fantaisie chorale en ut mineur pour piano, orchestre et chœur, op. 80 - Akademie Kammerchor, Orchestre symphonique de Vienne dirigé par Clemens Krauss (Vox Records PL 6480 et 10,640 – CD Tuxedo Music 1038 et Preiser 90553)
- Beethoven, Concerto pour piano no 1 en ut majeur, op. 15.  avec le Vienna Pro Musica Orchestra dirigé par Hans Swarowsky (à l'origine mono ; réédition par Vox STPL 513.070,  en « stéréo » – CD Tahra TAH 704-707)
- Beethoven, Concerto pour piano no 2 en si-bémol majeur, op. 19 - Stuttgart Pro Musica Orchestra dirigé par Walther Davisson (Vox PL 9570 ; réédition Vox STPL 513.060 « stéréo » – CD Tahra TAH 704-707
- Beethoven, Concerto pour piano no 3 en ut mineur, op. 37 - Stuttgart Pro Musica Orchestra dirigé par Walther Davisson (Vox PL 9570 ; réédition Vox STPL 513.060 « stéréo » / Orbis CX 20320, 10", – CD Tahra TAH 704-707)
- Beethoven, Concerto pour piano no 4 en sol majeur, op. 58.  (1) Bamberg Symphony Orchestra dirigé par Jonel Perlea (Vox PL 10,640 / réédition Pristine Classical téléchargement au format FLAC PASC139, provenant d'une copie LP ; Pristine donne les dates d'enregistrement du 12–13 septembre 1957 et date de publication 1958 / CD Tahra TAH 704-707). (2) Orchestre symphonique autrichien dirigé par Karl Randolf (Remington R-199-72). (3) Orchestre symphonique de Vienne dirigé par Hans Swarowsky (Club National du Disque 1801)
- Beethoven, Concerto pour piano no 5 en mi-bémol majeur, op. 73 (L'Empereur) - Vienna Pro Musica Orchestra dirigé par Heinrich Hollreiser (Vox GBY 11740 – CD Tahra TAH 704-707)
- Beethoven, Sonates pour piano : 30 en mi majeur, op. 109 ; 31 en la-bémol majeur, op 110; 32 en ut mineur, op. 111 (Vox PL 9900 – CD Tahra TAH 704-707)
- Beethoven, Rondo en si-bémol majeur, op. posth.  - Vienna Pro Musica Orchestra dirigé par Hans Swarowsky (original mono ; Vox STPL 513.070 « stéréo »)
- Beethoven, Triple Concerto en ut majeur, op. 56 - Bronislav Gimpel, violon ; Joseph Schuster, violoncelle ; Wurttembergisches Staatsorchester dirigé par Walther Davisson (Vox Records PL 11.660 – CD Tahra TAH 704-707)
- Beethoven, Variations en ré majeur, op. 76 (Marche turc) (Vox GBY 11740)
- Beethoven, Variations sur « Bei Mannern welche Liebe fuhlen » extrait de Die Zauberflöte de  Mozart - Joseph Schuster, violoncelle (LP 12" stéréo, Vox VoxBox SVBX 58, 3)
- Beethoven, Variations sur « Ein Madchen oder Weibehen » extrait de Die Zauberflöte. de from Mozart - Joseph Schuster, violoncelle (LP 12" stéréo, Vox VoxBox SVBX 58, 3)
- Beethoven, Variations sur « See the Conquering Hero Comes » extrait du Judas Maccabeus de Haendel - Joseph Schuster, violoncelle (LP 12" stéréo, Vox VoxBox SVBX 58, 3)
- Brahms, Sonate pour violoncelle no 1 en mi mineur, op. 38 - Joseph Schuster, violoncelle (Vox PL 9910) Selon le livret, il s'agit du premier enregistrement pour Vox de Schuster.
- Brahms, Concerto pour piano no 1 en ré mineur, op. 15 - Philharmonie d'État de Vienne dirigée par Hans Swarowsky (Vox PL 8000 / Vox GBY 12 180 – premier mouvement sur CD Vox intitulé The Best of Brahms)
- Brahms, Concerto pour piano no 2 en si-bémol majeur, op. 83 - Pro Musica Orchestra, Stuttgart dirigé par Walther Davisson (Vox PL 9790)
- Brahms, Variations sur un thème de Paganini de Paganini, op. 35. Vox PL 8850
- Brahms, Sonates pour violon nos 1 en sol majeur, op. 78 ; 2 en la' majeur, op. 100 ; 3 en ré mineur, op. 108 - Wolfgang Schneiderhan, violon (Deutsche Grammophon 18295 (1 et 2) et 18144 (3) – au moins l'une des deux premières sonates est également apparue à la fin des disques 78 tours chez DG.
- Chopin, Études, op. 25 (Melodiya 10 46829 006)
- Dvořák, Concerto pour piano en sol mineur, op. 33 - Orchestre symphonique de Vienne dirigé par Rudolf Moralt (Vox PL 7630)
- Grieg,  Concerto pour piano en la mineur, op. 16.  (1) 1944 enregistrement radio : Orchestre philharmonique Vienne dirigé par Karl Böhm (Urania UR-RS 7-15  / paru sous le pseudonyme de Gerhard Stein, Orchestre symphonique de Berlin dirigé par Karl List : Royale Records 1264[32]. (2) Pro Musica Symphony, Vienna dirigé par Heinrich Hollreiser (Vox PL 9000 / Vox Box VBX 1)
- Haydn, Andante et Variations en fa mineur, Hob. XVII:6 (Melodiya 10 46829 006)
- Liszt,  Grandes Études de Paganini — no 6 en la mineur (d'après le Caprice no 24) (Vox PL 8850)
- Mendelssohn, Concerto pour piano no 2 en ré mineur, op. 40 (Vox PL 6570)
- Prokofiev, Concerto pour piano no 2 en sol mineur, op. 16 (Vox)
- Prokofiev, Concerto pour piano no 3 en ut majeur, op. 26 - Southwest German Radio Orchestra, Baden-Baden dirigé par Michael Gielen (Vox PL 12.190 / Vox / Yorkshire STPL 513.130 « stéréo »)
- Rubinstein, Concerto pour piano no 4 en ré mineur, op. 70 - Vienna State Philharmonia dirigé par Rudolf Moralt (Vox PL 7780)
- Schubert, Notturno en mi-bémol majeur, op. 148 - Quatuor Barchet (Vox PL 8970 / Dover HCR-5206 / Parnass 70068)
- Schubert, Quintette en la majeur, op 114 (la Truite) - Reinhold Barchet, violon ; Hermann Hirschfelder, alto ; Helmut Reimann, violoncelle ; Karl Heinz Krüger, contrebasse (Vox PL 8970 / Dover HCR-5206 / Parnass 70068)
- Schubert, Sonates pour piano :
  - D. 157 en mi majeur (Vox Box VBX-11)
  - D. 279 en ut majeur (1815) (Vox PL 9620 / Vox Box VBX-9)
  - D. 459 en mi majeur (Vox PL 9800 / Vox Box VBX-11)
  - D. 537 en la mineur, op. 164 (Vox PL 9130 / Vox Box VBX-10)
  - D. 557 en la-bémol majeur (Vox Box VBX-11)
  - D. 566 en mi mineur (Vox Box VBX-11)
  - D. 568 en mi-bémol majeur, op. 122 (Vox PL 8820 / Vox Box VBX-10)
  - D. 575 en si majeur, op. 147 (Vox PL 8420 / Dover HCR-5207 / Vox Box VBX-9)
  - D. 625 en fa mineur (Vox PL 9800 / Vox Box VBX-11)
  - D. 664 en la majeur, op. 120 (Vox PL 8590 / Vox Box VBX-10)
  - D. 784 en la mineur, op. 143 (Vox PL 8210 / Vox Box VBX-9)
  - D. 840 en ut majeur (Reliquie ; compl. Krenek) (Vox Box VBX-11)
  - D. 845 en la mineur, op. 42 (Vox PL 9620 / Vox Box VBX-9)
  - D. 850 en ré majeur, op. 53 (Vox PL 8820 / Vox Box VBX-10)
  - D. 894 en sol majeur, op. 78 (Vox PL 8590 / Vox Box VBX-10)
  - D. 958 en ut mineur, op. posth. (Vox PL 8420 / Dover HCR-5207 / Vox Box VBX-9)
  - D. 959 en la majeur, op. posth. (Vox PL 9130 / Vox Box VBX-10)
  - D. 960 en si-bémol majeur, op. posth. (Vox PL 8210 / Vox VBX-9)
- Schumann, Davidsbündlertänze, op. 6 (Vox PL 8860)
- Schumann, Sonate pour piano no. 3 en fa mineur, op. 14 (Vox PL 8860)
- Schumann, Études d'après les Caprices de Paganini, op. 3 (Vox PL 8850)
- Scriabine, Concerto pour piano en fa-dièse mineur, op. 20 - Pro Musica Orchestra of Vienna dirigé par Hans Swarowsky (Vox PL 9200)
- Richard Strauss, Sonate pour violoncelle en fa mineur, op. 6 - Joseph Schuster, violoncelle (Vox PL 9910)
- Tchaikovsky, Concerto pour piano no 1 en si bémol majeur, op. 23 - Pro Musica Symphony of Vienna dirigé par Heinrich Hollreiser (Vox PL 9000)
- Tchaikovsky, Concerto pour piano no 2 en sol mineur, op. 44 - Pro Musica Symphony of Vienna dirigé par Heinrich Hollreiser (Vox PL 9000)
- Weber, Concertos pour piano nos 1 en ut majeur, op. 11 et 2 en mi bémol majeur, op. 32 - Pro Musica Symphony of Vienna dirigé par Hans Swarowsky (Vox PL 8140)

### CD
- Brahms, Intermezzi, op. 117 (Vogue 672001)
- Brahms, Variations et fugue sur un thème de Haendel, op. 24 (Vogue 672001)
- Chopin, Études, op. 25 (Dante HPC 094)
- Haydn, Andante et Variations en fa mineur, Hob. XVII:6 (Dante HPC 094)
- Schmidt, Variations sur un thème de Beethoven, pour la main gauche et orchestre - Orchestre philharmonique de Berlin dirigé par Eugen Jochum (Tahra TAH 382-385)
- Schubert, Sonate pour piano no 14, D. 784 en la mineur, op. 143 (Vogue 672001) Bande de la radio française
- Schumann, Concerto pour piano en la mineur, op. 54 - Orchestre symphonique de la radio de Berlin dirigé par Hermann Abendroth (Arlecchino 164 / Berlin Classics 0120.052)